# Діалектизм
Діалектизм (діялектизм) — це слово, що є характерним для певного територіального або соціального діалекту.
В Україні відповідно до територій поширення вчені виділяють західні говірки, північні, а також південно-східні. Найпоширенішими і найбільш вивченими є діалектизми Західної України. Далі — поліські говори. А от південні і східні майже не вивчені, адже довгий час дослідники вважали, що як такого південно-східного діалекту не існує. Однак уже з'явились поодинокі праці, які заперечили цю думку. Для вивчення діалектизмів використовують спеціальні діалектні словники, які укладають учені, що мешкають у тих місцевостях.
Діалектизми належать до лексики обмеженого вживання. Найчастіше діалектизми використовують у розмовному мовленні, художніх та публіцистичних творах, зокрема:
- у розмовному мовленні як засіб вільного, невимушеного спілкування людей — носії певного говору;
- у художніх текстах для відтворення цього типу мовлення;
- у художньому мовленні в прямій мові для створення мовної характеристики персонажа, для типізації характерів представників різних суспільних верств;
- у художньому мовленні для реального відтворення життя з усіма його подробицями;
- у художньому мовленні для відтворення місцевого колориту;
- у науково-популярному стилі задля прикладів пояснення;
- у публіцистичному стилі для позначення реалій життя словами, яким нема відповідників у літературній мові;
- у публіцистичному стилі в прямій мові для створення мовної характеристики персонажа, для відтворення місцевого колориту.

У науковому та офіційно-діловому стилях діалектну лексику зазвичай не використовують.